# 横山時広
横山 時広（よこやま ときひろ）は、平安時代末期、鎌倉時代前期の横山氏の武将。横山氏は元は小野朝臣姓だったため、小野 時広（おの の ときひろ）とも言う。

## 略歴
武蔵国多摩郡（現東京都八王子市）横山荘を中心に、勢力を持っていた武蔵七党のひとつ横山党に生まれる。
源頼朝が鎌倉幕府を開くと、横山党の横山時広は軍功により横山荘の所領を安堵された。
文治5年（1189年）の奥州合戦でも鎌倉幕府の将として活躍。藤原泰衡を討った後、その首を掲げることを許された。これはは永承6年（1051年）の前九年の役で、時広の祖先である横山経兼が、敵総大将であった安倍貞任の首を掲げた故事を習ったものである。